# تاريخ الفلسطينيين
الشعب الفلسطيني: شعب ناطق باللغة العربية وله أصول عائلية في دولة فلسطين. منذ عام 1964، أشير إليهم على أنهم فلسطينيون، ولكن قبل ذلك كانوا يشار إليهم عادةً بالعرب الفلسطينيين. خلال فترة الانتداب البريطاني، استُخدم مصطلح «فلسطيني» أيضًا لوصف الجالية اليهودية التي تعيش في فلسطين. تأسست صحيفة فلسطين الناطقة بالعربية عام 1911 من قبل مسيحيين فلسطينيين.

## خلال فترة العهد العثماني (1834-1917)

### ولادة الشعور القومي
في ظل حكم العثمانيين، كان السكان العرب في فلسطين يعدون أنفسهم في الغالب رعايا عثمانيين. يعد كيمرلنج وميجدل ثورة العرب في فلسطين عام 1834 أول حدث تكويني للشعب الفلسطيني. في ثلاثينيات القرن التاسع عشر، احتلت فلسطين من قبل التابع المصري للعثمانيين محمد علي وابنه إبراهيم باشا. كانت المقاومة الشعبية هي التي عجلت التمرد ضد المطالب الثقيلة للمجندين. كان الفلاحون يدركون جيدًا أن التجنيد الإجباري ليس أقل من حكم بالإعدام. ابتداءً من مايو 1834، استولى الثوار على العديد من المدن، من بينها القدس والخليل ونابلس. ردًا على ذلك، أرسل إبراهيم باشا جيشه، وهزم أخيرًا آخر المتمردين في 4 أغسطس في الخليل. ومع ذلك، ظل العرب في فلسطين جزءًا من الحركة القومية الإسلامية أو القومية العربية.
في عام 1882 كان عدد السكان نحو 320,000 نسمة، 25,000 منهم من اليهود. كان العديد منهم من اليهود العرب، وفي الأعمال السردية للعرب في فلسطين في أواخر العهد العثماني -كما يتضح من السير الذاتية ومذكرات خليل السكاكيني ووصيف جوهرية- غالبًا ما كان يشار إلى اليهود «الأصليين» باسم «أبناء البلد» و«المواطنون» أو «يهود أولاد العرب».
في بداية القرن العشرين، ظهرت «وطنية فلسطينية محلية وخاصة». نمت الهوية الفلسطينية بشكل تدريجي. في عام 1911، أسس مسيحيون فلسطينيون صحيفة تُدعى فلسطين في يافا وظهرت أولى المنظمات الوطنية الفلسطينية في نهاية الحرب العالمية الأولى. ناضل المنتدى الأدبي، الذي تهيمن عليه عائلة النشاشيبي، من أجل تعزيز اللغة والثقافة العربية، والدفاع عن القيم الإسلامية، واستقلال سوريا وفلسطين. في دمشق، دافع النادي العربي، الذي تُهيمن عليه عائلة الحسيني، عن القيم نفسها.
عندما أصدر المؤتمر الفلسطيني الأول في فبراير 1919 بيانه المناهض للصهيونية والرافض للهجرة الصهيونية، رحب باليهود «الناس الذين بيننا وجرة تعريبهم، والذين يعيشون في مقاطعتنا منذ ما قبل الحرب؛ هم كما نحن، وانتماؤهم انتماؤنا».
وفقًا لبيني موريس، ظهرت القومية العربية الفلسطينية كحركة متميزة بين أبريل ويوليو 1920، بعد أعمال شغب النبي موسى، ومؤتمر سان ريمو، وفشل فيصل في تأسيس مملكة سوريا الكبرى.

### الصهيونية
عندما بدأت الصهيونية تتجذر بين الجاليات اليهودية في أوروبا، هاجر العديد من اليهود إلى فلسطين وأقاموا مستوطنات هناك. عندما اهتم العرب الفلسطينيون بالصهاينة، افترضوا عمومًا أن الحركة ستفشل. بعد ثورة تركيا الفتاة في عام 1908، نمت القومية العربية بسرعة في المنطقة وعدَّ معظم القوميين العرب الصهيونية تهديدًا، على الرغم من أن الأقلية عدَّت الصهيونية توفر طريقًا إلى الحداثة. وعلى الرغم من وجود احتجاجات عربية بالفعل للسلطات العثمانية في ثمانينيات القرن التاسع عشر ضد بيع الأراضي لليهود الأجانب، فإن أخطر معارضة بدأت في تسعينيات القرن التاسع عشر بعد أن أصبح النطاق الكامل للمشروع الصهيوني معروفًا. كان هناك شعور عام بالتهديد. وقد زاد هذا الشعور في السنوات الأولى من القرن العشرين بعد المحاولات الصهيونية لتطوير الاقتصاد الذي كان العرب مستبعدين منه إلى حد كبير، مثل حركة «العمالة العبرية» التي شنت حملة ضد توظيف العمالة العربية الرخيصة. أدى إنشاء الانتداب البريطاني على فلسطين عام 1918 وإعلان بلفور إلى زيادة مخاوف العرب بشكل كبير.

### الكتابة المعاصرة
يشير مخطط التاريخ، بقلم إتش جي ويلز (1920)، إلى ما يلي حول هذه المنطقة الجغرافية واضطراب العصر:
«من الواضح أنه كان مصدر قوة لهم [الأتراك]، لا العكس، إنهم كانوا مقطوعين تمامًا عن صراعهم غير المُجدي مع العرب منذ زمن طويل. سوريا، بلاد ما بين النهرين، كانت منفصلة تمامًا عن الحكم التركي. أصبحت الآن فلسطين دولة منفصلة داخل المجال البريطاني، مخصصة كموطن وطني لليهود. تدفق طوفان من المهاجرين اليهود الفقراء على الأرض الموعودة وشارك بسرعة في نزاعات خطيرة مع السكان العرب. توحد العرب ضد الأتراك وألهموا مفهوم الوحدة الوطنية من خلال مجهودات عالِم شاب من جامعة أكسفورد، العقيد لورانس. تحطم حلمه بمملكة عربية وعاصمتها في دمشق بسرعة بسبب جوع الفرنسيين والبريطانيين من أجل الأراضي الإلزامية، وفي النهاية تقلصت مملكته العربية إلى مملكة هيدجاز الصحراوية ومختلف أنواع الإمارات الصغيرة والسلطنة الصغيرة وغير الآمنة. إذا كانوا متحدين في أي وقت، ويكافحون في الحضارة، فلن يكون ذلك تحت رعاية غربية».

## حرب 1948

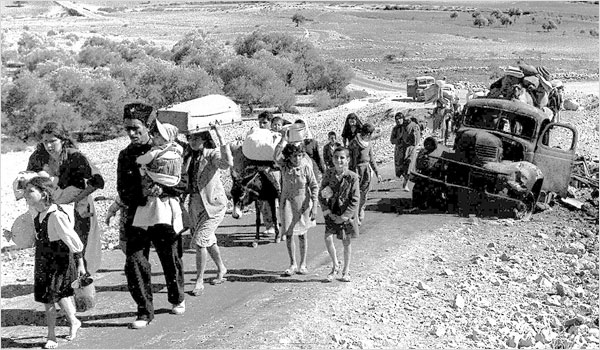
لاجئون فلسطينيون من عام 1948

تشير الهجرة الفلسطينية عام 1948 إلى رحلة اللاجئين للعرب الفلسطينيين في أثناء الحرب العربية الإسرائيلية وبعدها عام 1948. يشار إليها من قبل معظم الفلسطينيين والعرب باسم النكبة، والتي تعني «الكارثة» و«الفاجعة» أو «الجائحة».
التقدير النهائي للأمم المتحدة لعدد اللاجئين الفلسطينيين خارج إسرائيل بعد حرب عام 1948 كان 711,000 في عام 1951.
تعرف وكالة الأمم المتحدة للإغاثة والتأهيل للاجئين الفلسطينيين في الشرق الأدنى اللاجئ الفلسطيني أنه شخص «كان مكان إقامته الطبيعي في فلسطين خلال الفترة من 1 يونيو 1946 إلى 15 مايو 1948». كان نحو ربع الفلسطينيين العرب الذين يقدر عددهم بنحو 160,000 من العرب في إسرائيل من اللاجئين الداخليين. اليوم، يقدر عدد اللاجئين الفلسطينيين وأحفادهم بأكثر من 4 ملايين شخص.